# Seinessjön
Seinessjön är en sjö i Storumans kommun i Lappland och ingår i Umeälvens huvudavrinningsområde. Sjön har en area på 0,616 kvadratkilometer och ligger 680,2 meter över havet. Sjön avvattnas av vattendraget Seinäsbäcken.

## Delavrinningsområde
Seinessjön ingår i det delavrinningsområde (729716-145892) som SMHI kallar för Mynnar i Nedre Jovattnet. Medelhöjden är 665 meter över havet och ytan är 13,63 kvadratkilometer. Det finns inga avrinningsområden uppströms utan avrinningsområdet är högsta punkten. Seinäsbäcken som avvattnar avrinningsområdet har biflödesordning 3, vilket innebär att vattnet flödar genom totalt 3 vattendrag innan det når havet efter 397 kilometer. Avrinningsområdet består mestadels av skog (67 procent) och kalfjäll (26 procent). Avrinningsområdet har 0,62 kvadratkilometer vattenytor vilket ger det en sjöprocent på 4,6 procent.